# Свети Йоан (Едирнеджик)
„Свети Йоан“ (на гръцки: Αϊ-Γιάννη) е църква край македонската паланка Едирнеджик (Адриани), Гърция, част от Драмската епархия.
Църквата е на хълм, висок 600 m, в южното подножие на Коджадаг (Мегаловуни), северно от Едирнеджик, източно от Равика (Калифитос) и западно от Нусретли (Никифорос). Разположена е в южната част на едноименната крепост Свети Йоан.
Църквата е построена с материали от крепостта и е остатък от манастир, който изглежда е функционирал там през османско време.